# Richard Grove (historien)
Pour les articles homonymes, voir Grove.
Richard Hugh Grove, né en 1955 à Cambridge en Angleterre et mort le 25 juin 2020,  est un historien britannique. 
Spécialiste de l'histoire de l'environnement, il est notamment connu pour sa thèse selon laquelle les îles paradisiaques des Empires coloniaux européens ont été, dès le XVIIIe siècle, le principal terreau de la conscience environnementale occidentale, plutôt que l'Ouest américain au XIXe siècle.